# 德朗达尔环形山
德朗达尔环形山（Deslandres）是月球正面崎岖的南部高地上一座残存的古老大陨坑，约形成于45.5亿-39.2亿年前的前酒海纪，其名称取自法国天文学家亨利-亞歷山大·德朗達爾（1853年-1948年），1948年被国际天文学联合会批准接受。

## 描述

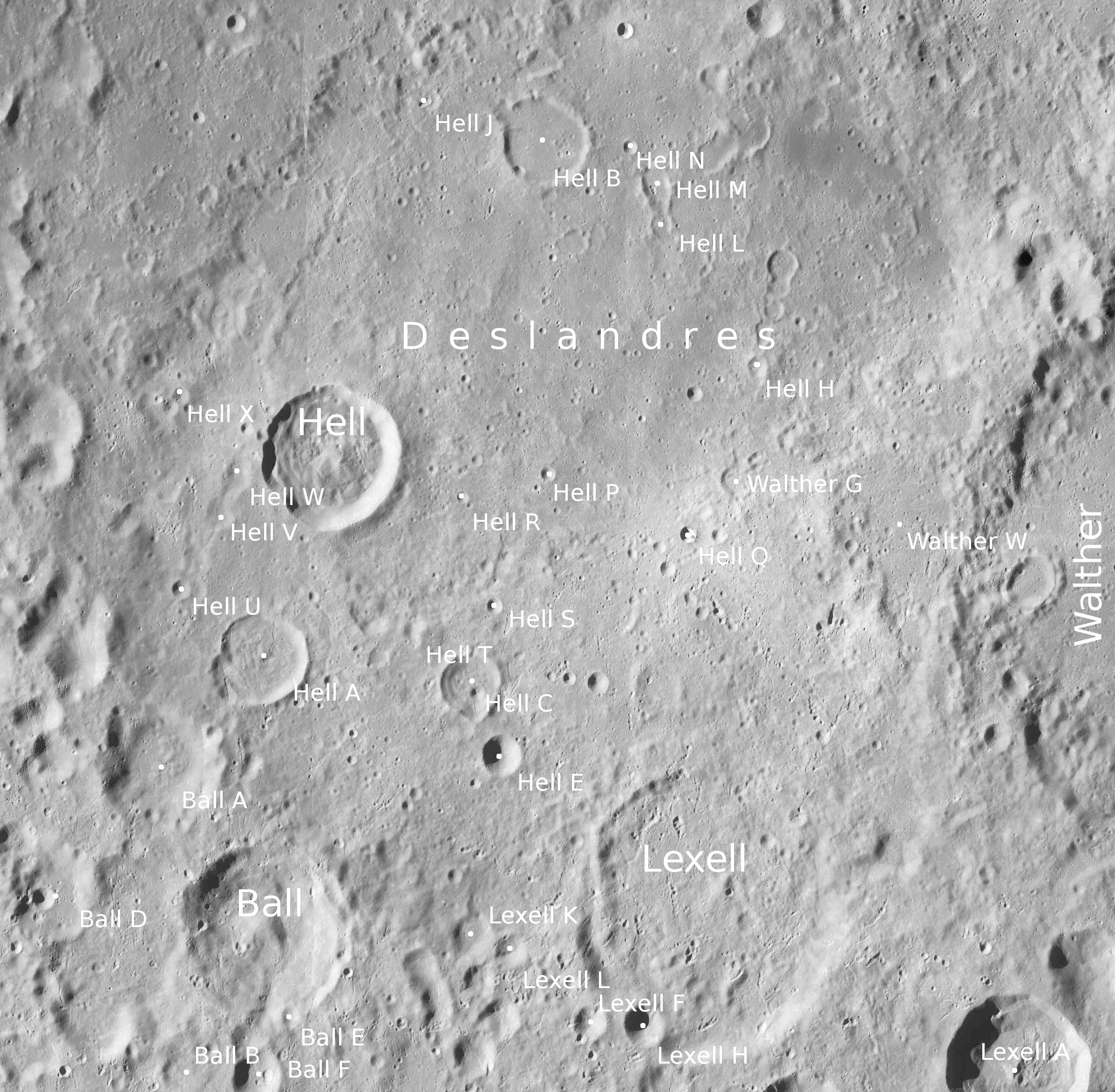
德朗达尔环形山的周边，月球勘测轨道飞行器。

该陨坑位于云海东南，是月球正面第二大陨石坑，尺寸仅次于直径300公里的巴伊环形山。德朗达尔环形山西侧毗邻加夫里库斯环形山、西北坐落着皮塔屠斯环形山、而雷乔蒙塔努斯环形山和沃尔瑟环形山分别与它的东北和东侧相接壤、东南和西南偏西则分别靠近米勒环形山和萨瑟里德斯环形山、略小的奥龙斯环形山则横亘在它的南面。德朗达尔环形山的西南外侧壁上覆盖了鲍尔陨石坑；东南壁则被残损的莱克塞尔环形山打破；而赫尔陨石坑却总个坐落在德朗达尔环形山西侧坑壁内
。
该陨坑中心月面坐标为32°33′S 5°34′E / 32.55°S 5.57°E，
直径227.02公里，深度约1.58公里。
由于存续期悠久，德朗达尔环形山已被所重叠的撞击坑严重损毁和扭曲。以致截止二十世纪初人们都没有意识到它是一座撞击坑，曾一直称之为赫尔平原，对它的正式命名直到1942年才由希腊裔法国天文学家欧仁·米歇尔·安东尼亚第提出，1848年国际天文学联合会大会期间其名称被通过。该陨坑现只剩留一小部分坑壁，残存的坑壁平均高出周边地形2160米。坑底北部和东部相对平坦，但密布了无数的细小月坑；东部地表已被玄武质熔岩填没，形成一小片月海地层；卫星坑赫尔 Q正位于坑底东部一处高反照率的斑块中心。满月时，该区域是月球表面最耀眼的亮斑之一。在月球地质环境中，亮色调标志着该特征的地质龄相对年轻。有时该斑块被称为卡西尼亮斑，因为是意大利裔法国天文学家卡西尼于1672年在巴黎天文台第一个描绘了它。
德朗达尔环形山的坑底还分布有一些有趣的链坑，坑底中心依稀可看到一座直径约70公里的陨坑残迹，从坑底中央往东南，延伸出一道长约110公里、宽10公里的凹槽，正对着莱克塞尔环形山东北侧宽阔的裂口。

## 探索
1965年5月12日，前苏联月球5号探测器因未能按原计划实施软着陆，而撞毁在该陨坑坑底西部，坐标为31°S 8°W / 31°S 8°W。
2009年月球勘测轨道飞行器发布的首幅照片就是该陨坑的南部区